# CFBDSIR 2149-0403

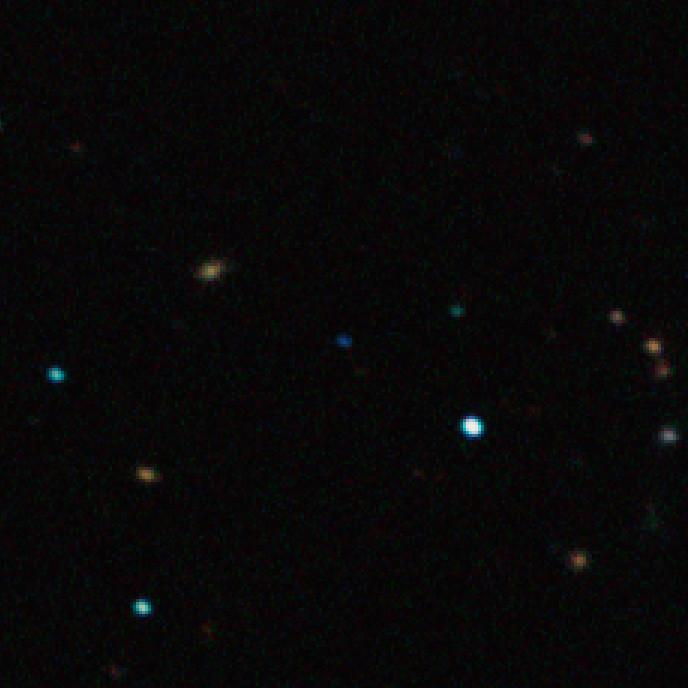

CFBDSIR 2149-0403(CFBDSIR J214947.2-040308.9)은 황새치자리에 있는 떠돌이 행성이다.
CFBDSIR 2149-0403의 위치와 고유 운동을 이용한 초기 연구는 그 천체가 황새치자리 AB 운동성군의 일원이라고 생각되었으나, 발견하고 조사한 해당 연구팀은 새로운 측정을 통해 그 가설을 기각했다. AB 운동 성군의 일원이 아니라는 것이 더 바람직한 설명이 된다. 그 외 CFBDSIR 2149-0403이 항성을 주위를 도는 행성이었다가 쫓겨났을 완전하지 않은 근거가 있다.

## 발견
CFBDSIR 2149-0403은 근적외선 탐사팀인 캐나다-프랑스 갈색왜성 탐사팀이 발견하고 광역적외선탐사위성 데이터에 확인되었다. 행성학과 천체 물리학을 연구하는 프랑스 그르노블의 필립 델롬과 그의 팀은 캐나다의 몬트리올 대학 연구팀과 함께 캐나다-프랑스-하와이 천체 망원경으로 먼저 CFBDSIR 2149-0403의 적외선 신호를 발견했고 칠레에 있는 유럽 남부 천문대의 초거대 망원경으로 행성의 특성을 측정하였다.

## 거리
만약 CFBDSIR 2149-0403이 떠돌이 행성이라면(아직 명확하게 확인되지 않았지만) CFBDSIR 2149-0403은 가장 가까운 위치의 행성 중 하나가 된다. 반면 CFBDSIR 2149-0403이 황새치자리 AB 운동성군에 속한다면 지구에서 40±4 파섹 (130±13 광년) 정도 혹은 25에서 50파섹정도 떨어져 있는 것으로 계산된다. 비슷한 거리의 행성으로 PSO J318.5-22이 있다.

## 행성 나이
발견 당시, CFBDSIR 2149-0403은 황새치자리 AB 운동성군에 속하는 행성으로 주장되었다. 해당 AB 운동 성군은 약 1.3억 년 정도 나이의 플레이아데스 성단와 비슷한 나이인 것으로 보였다. 만약 정말 CFBDSIR 2149-0403이 AB 운동성군에 속하고 있다면 젊은 행성일 것으로 추정된다. 그러나 필립 델롬 연구팀의 해당 가설에 대한 기각에 따라 목성 질량의 약 2배에서 13배 정도에 대략 5억 년 정도의 나이를 가진 떠돌이 행성이거나 목성 질량의 2배에서 40배 정도에 20~30억 년 정도 나이를 가진 갈색왜성으로 생각된다. 이 행성은 낮은 중력의 특징을 보이기 때문에 그 점이 행성을 더 젊게 할 수 있었다고 생각된다.

## 대기
분광학적 관찰을 통해 대기에서 기화된 메탄과 물이 발견되었다.

## 분류
CFBDSIR 2149-0403는 처음엔 떠돌이 행성일 가능성이 있었으나, 떠돌이 행성은 주로 늙은데 반해, 비교적 젊어 떠돌이 행성이라고 칭하기는 무리가 있다. 그래서 갈색왜성이라는 주장도 나왔으나, 질량이 작아 갈색왜성으로 보기도 무리가 있다.

## 인공 천체 가능성
CFBDSIR 2149-0403에서 괴상할 정도로 많은 금속 성분이 발견되면서 인공 천체라는 가설도 나오고 있다.